# 髙橋清
髙𫞎 清（たかはし きよし、1942年8月24日 - ）は日本の実業家。パイロットコーポレーション代表取締役会長。前代表取締役社長。取締役相談役（会長）。

## 略歴
- 東京都出身
- 1965年3月法政大学法学部卒業
- 1965年4月パイロット万年筆㈱(現㈱パイロット)入社
- 1993年4月㈱パイロット東部第一営業部長
- 1998年3月同取締役
- 2000年3月同常務取締役国内営業本部長
- 2002年4月㈱パイロットグループホールディングス(現㈱パイロットコーポレーション)代表取締役専務
- 2002年11月同代表取締役社長
- 2004年3月パイロットプレシジョン㈱代表取締役社長
- 2008年3月パイロットコーポレーション代表取締役社長[1][2]
- 2009年3月同代表取締役会長[3]
- 2015年3月同取締役相談役（会長）[4]